# Bazoches-et-Saint-Thibaut
Bazoches-et-Saint-Thibaut è un comune francese di 517 abitanti situato nel dipartimento dell'Aisne nella regione dell'Alta Francia. È stato istituito il 1 gennaio 2022 dalla fusione dei precedenti comuni di Bazoches-sur-Vesles e Saint-Thibaut.